# Компер (коммуна)
Компе́р (фр. Compeyre, окс. Compèire) — коммуна во Франции, находится в регионе Окситания. Департамент — Аверон. Входит в состав кантона Восточный Мийо. Округ коммуны — Мийо.
Код INSEE коммуны — 12070.
Коммуна расположена приблизительно в 530 км к югу от Парижа, в 150 км северо-восточнее Тулузы, в 50 км к юго-востоку от Родеза.

## Население
Население коммуны на 2008 год составляло 527 человек.
| 1962 | 1968 | 1975 | 1982 | 1990 | 1999 | 2008 |
| ---- | ---- | ---- | ---- | ---- | ---- | ---- |
| 325  | 334  | 310  | 348  | 419  | 492  | 527  |

## Экономика
В 2007 году среди 354 человек в трудоспособном возрасте (15—64 лет) 262 были экономически активными, 92 — неактивными (показатель активности — 74,0 %, в 1999 году было 73,8 %). Из 262 активных работали 249 человек (144 мужчины и 105 женщин), безработных было 13 (4 мужчины и 9 женщин). Среди 92 неактивных 28 человек были учениками или студентами, 35 — пенсионерами, 29 были неактивными по другим причинам.

## Достопримечательности
- Голубятня Лагард (XVII век). Памятник истории с 2011 года[3]

## Фотогалерея

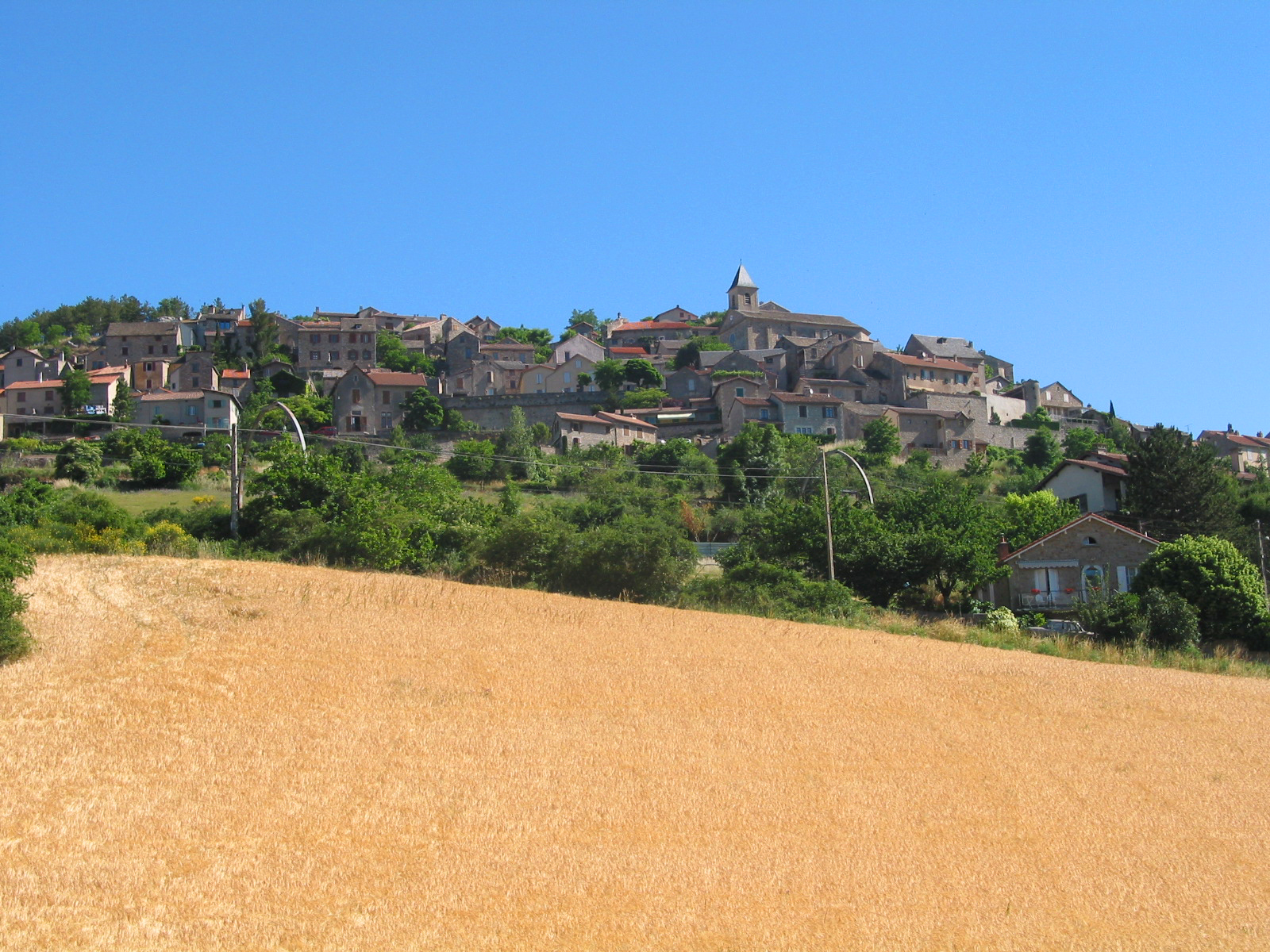
Компер
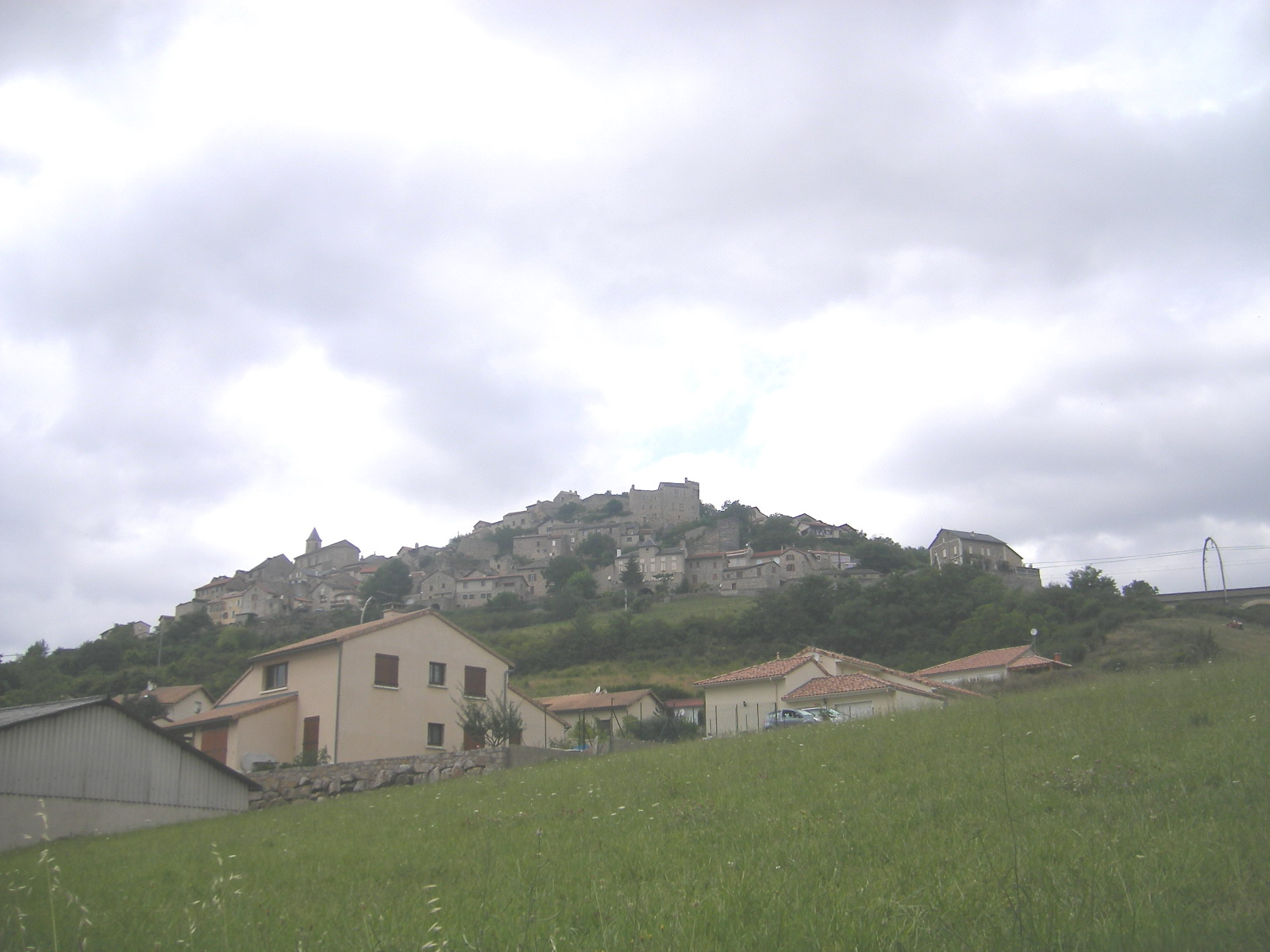
Компер
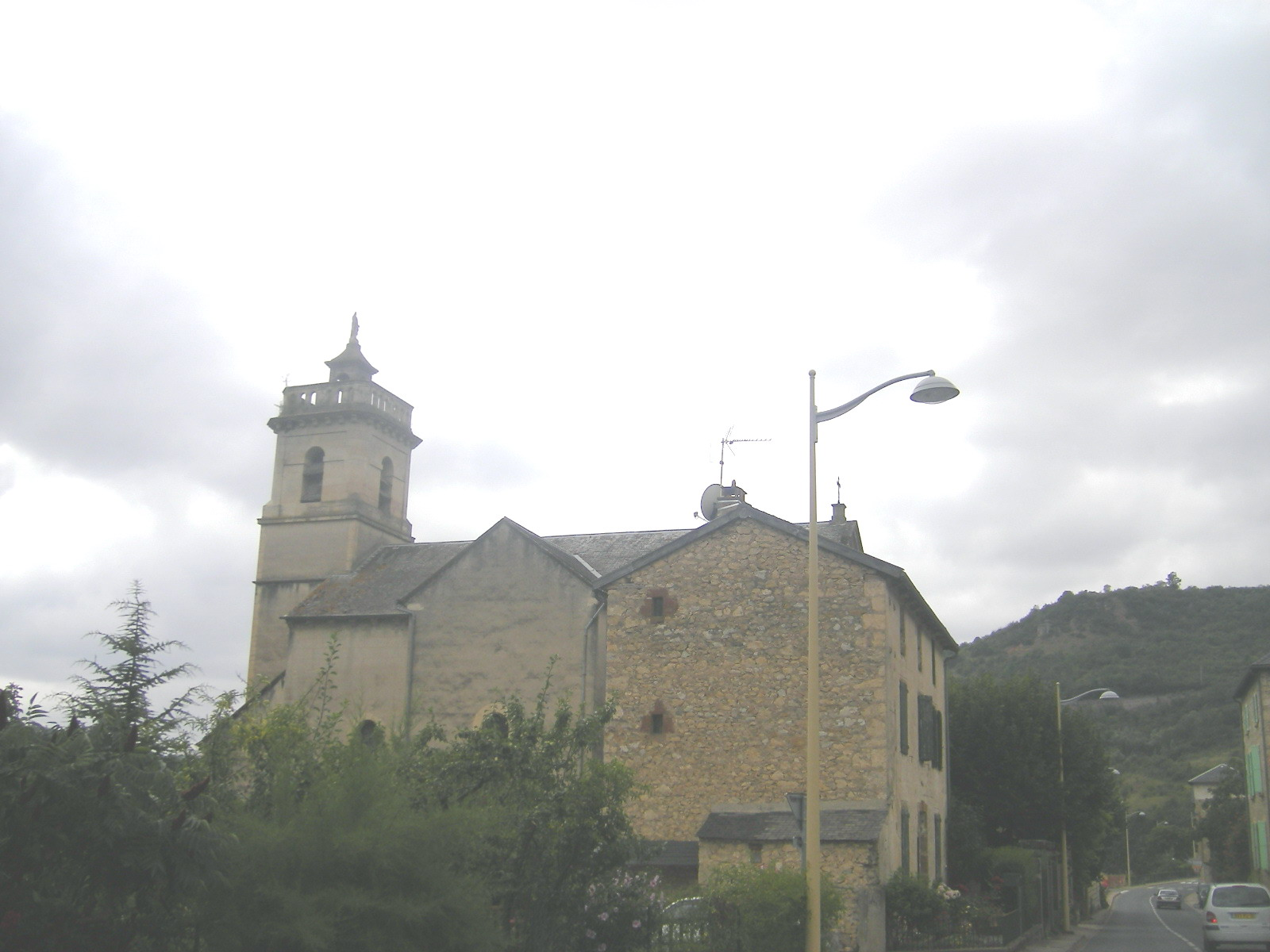
Церковь
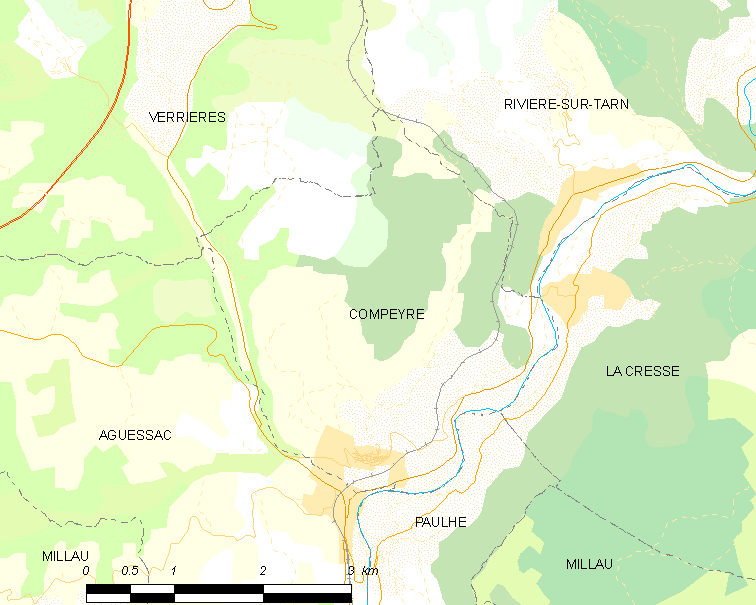
Карта коммуны